# Mystrium barrybressleri
Mystrium barrybressleri (лат.) — вид муравьёв из подсемейства Amblyoponinae.

## Распространение
Эндемик Мадагаскара.

## Описание
Среднего размера муравьи с широкой субквадратной головой и длинными зазубренными челюстями, прикреплёнными у боковых краёв передней части клипеуса. На переднем крае наличника 6—7 зубцов. Основная окраска тела от желтовато-коричневой до красновато-коричневой. Промеры рабочих муравьёв: длина головы (HL) — 0,79—1,52 мм, ширина головы (HW) — 0,71—1,49 мм, отношение ширины головы к её длине (HW/HL x 100 = CI) — 89—100, длина скапуса (SL) — 0,46—0,89 мм, индекс скапуса (отношение длины скапуса к ширине головы; SI) — 56—69, длина мандибул (ML) — 0,67—1,41 мм, длина груди (WL) — 0,85—1,51 мм. Максиллярные щупики состоят из 4 члеников, а нижнегубные из 3 сегментов.
Вид был впервые описан в 2014 году японским энтомологом Масахи Ёшимура (Masashi Yoshimura) и американским мирмекологом Брайном Фишером (Brian L. Fisher; Department of Entomology, California Academy of Sciences, Сан-Франциско, Калифорния, США) и назван в честь Барри Бресслера (Dr. Barry Lee Bressler, Virginia Polytechnic Institute and State University).